# いるか座ガンマ星
いるか座γ星（いるかざガンマせい、γ Delphini、γ Del）は、いるか座γ1星といるか座γ2星の2つの恒星からなる、いるか座の二重星である。2つの恒星は、物理的に結び付いた真の連星と考えられる。2つの恒星の色の対比に特徴がある二重星で、観望対象として人気がある。合成等級は3.87と、肉眼でもみえる明るさである。

## 位置
いるか座α星、β星、γ星、δ星の4つの恒星からなるひし形のアステリズムは、「ヨブの棺」と呼ばれ、いるか座γ星はその中で北東の頂点を担っている。
中国では、いるか座γ星はヒョウタンを意味する瓠瓜（拼音: Hù Guā）という星官を、いるか座α星、いるか座δ星、いるか座β星、いるか座ζ星と共に形成する。いるか座γ星自身は、瓠瓜二（拼音: Hù Guā èr）すなわち瓠瓜の2番星と呼ばれる。
年周視差に基づいているか座γ星の太陽からの距離を計算すると、約116光年となる。また、いるか座γ星は、ウォルフ630運動星団の一員ではないかともいわれる。

## 外見
いるか座γ星が二重星であることを最初に記録したのは、ヴィルヘルム・シュトルーヴェといわれ、現代の重星カタログにはそのことを示すカタログ名（STF 2727）が記載されている。しかし、18世紀にクリスチャン・マイヤーや、ウィリアム・ハーシェルが発表した二重星カタログにも、いるか座γ星が二重星であるという記述がある。
いるか座γ星は、小望遠鏡でも容易に分解できる魅力的な二重星で、アルビレオ、アルマクなどの有名どころの二重星に次いで人気がある。2つの恒星の色の対比に特徴があり、データ的にはγ2星が黄色、γ1星が（黄）白色で、色の違いは微妙だが、2つ並べてみると観測者によって捉え方は様々で、特に暗い方のγ1星は、エメラルド、灰色、灰色がかった薄紫、緑がかった薄紫、くすんだ黄緑、くすんだ青など様々に記録されており、緑がかってみえることが多いようである。

## 星系
γ1星とγ2星は、200年にわたって監視され、共通する固有運動の下にある物理的に結びついた連星であると考えられている。相対位置の変化から、軌道要素も近似的に求められており、軌道長半径はおよそ450 au、離心率は0.9にもなる極端な楕円軌道をとり、最接近時は連星間距離が38 auにまで縮まり、軌道周期はおよそ5,200年と見積もられる。
主星のγ2星は、スペクトル型がK1 IVに分類される橙色準巨星で、質量は太陽の約1.72倍、半径は太陽の約6.43倍、表面の有効温度は4,900 K程度と推定される。伴星のγ1星は、スペクトル型がF7 Vに分類されるF型主系列星で、質量は太陽の約1.57倍、半径は太陽の約2.21倍、表面の有効温度は6,300 K程度と推定される。質量の違いはそう大きくないが、主系列段階のγ1に対して、γ2星は巨星への進化の途についており、γ1も遠くない将来に主系列段階を終えると考えられる。年齢は、およそ22億年と推定されている。
γ2星は、視線速度の精密な測定から、1.44年の変動周期が検出されている。周期が発生する原因として、蓋然性の高い仮説は、脈動、自転、惑星の存在が挙げられる。推定されるγ2星の質量、半径、視線速度（vsini=2.9km/s）からすると、1.44年という周期は脈動や自転で生じる基礎的な周期よりずっと長く、その差を埋める仕組みを考え出す必要がある一方、惑星が存在するとすれば説明は可能である。仮定上の惑星は、質量が木星の7割以上、軌道長半径は1.5 auと見積もられ、この軌道であれば、γ1の重力の影響があっても安定して存在しうる。
| 名称 （恒星に近い順） | 質量     | 軌道長半径 （天文単位） | 公転周期 (年) | 軌道離心率 | 軌道傾斜角 | 半径 |
| --------------------- | -------- | ----------------------- | ------------- | ---------- | ---------- | ---- |
| b (未確認)            | ≤ 0.7 MJ | 1.5                     | 1.44          | —          | —          | —    |